# HHV Meeuwen
Maillots
Le HHV Meeuwen est un club belge de handball, situé à  Meeuwen-Gruitrode en Belgique, le club évolue actuellement en Superliga.

## Histoire
Le club fut fondé ?, il obtient ainsi le matricule 403.
Le club joua 

## Derby
- Initia HC Hasselt
- HV Arena
- HC Pentagoon Kortessem
- United HC Tongeren

## Comité
- Président : Romain Neyens
- Secrétaire : Christa Bancken
- Trésorier : Marcel Haex